# PR-555
A Rodovia PR-555 é uma estrada pertencente ao governo do Paraná que liga a rodovia BR-376 (na altura de Nova Esperança) à rodovia PR-498 (antiga PR-467).

## Denominação
- Rodovia Júlio Zacharias, em toda a sua extensão, de acordo com a Lei Estadual 8.055 de 26/12/1984.[1]

## Trechos da Rodovia
A rodovia possui uma extensão total de aproximadamente 26,1 km, podendo ser dividida em 2 trechos, conforme listados a seguir:
| Ponto de referência                           | Extensão do trecho | Extensão acumulada | Situação    |
| --------------------------------------------- | ------------------ | ------------------ | ----------- |
| Entroncamento BR-376                          | ---                | 0 km               | ---         |
| Distrito de Barão de Lucena                   | 12,3 km            | 12,3 km            | Pavimentado |
| Entroncamento PR-498 (Distrito de Nova Bilac) | 13,8 km            | 26,1 km            | Pavimentado |

Extensão pavimentada: 26,1 km (100,00%)
Extensão duplicada: 0,0 km (0,00%)